# Tank (Behälter)

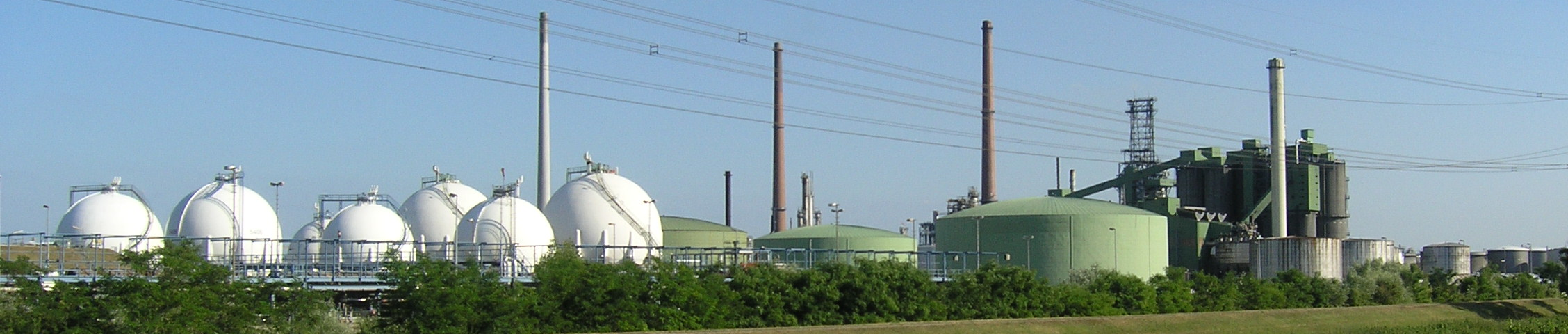
Gas- und Öltanks einer Erdölraffinerie

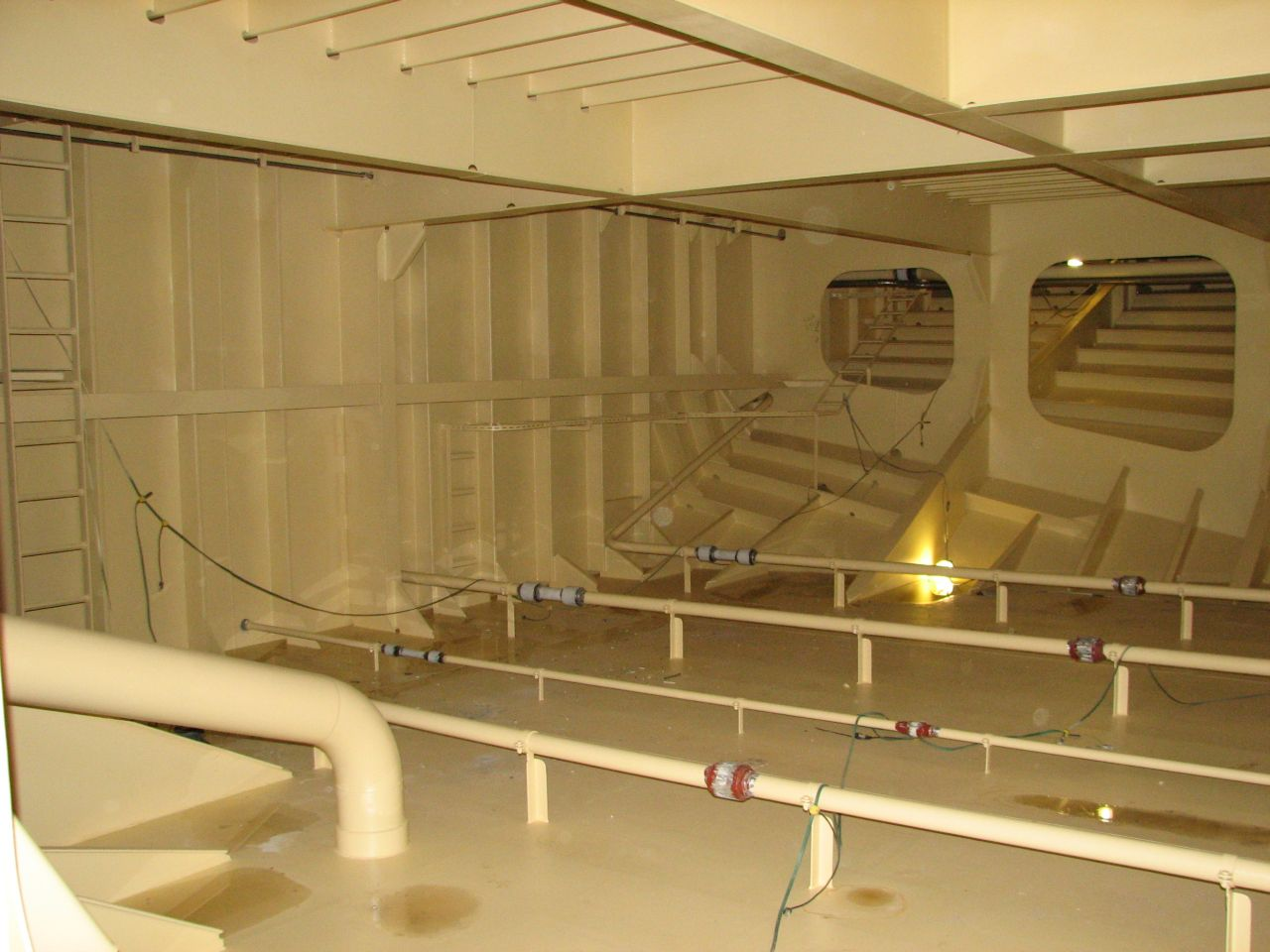
Tank auf einem Schiff

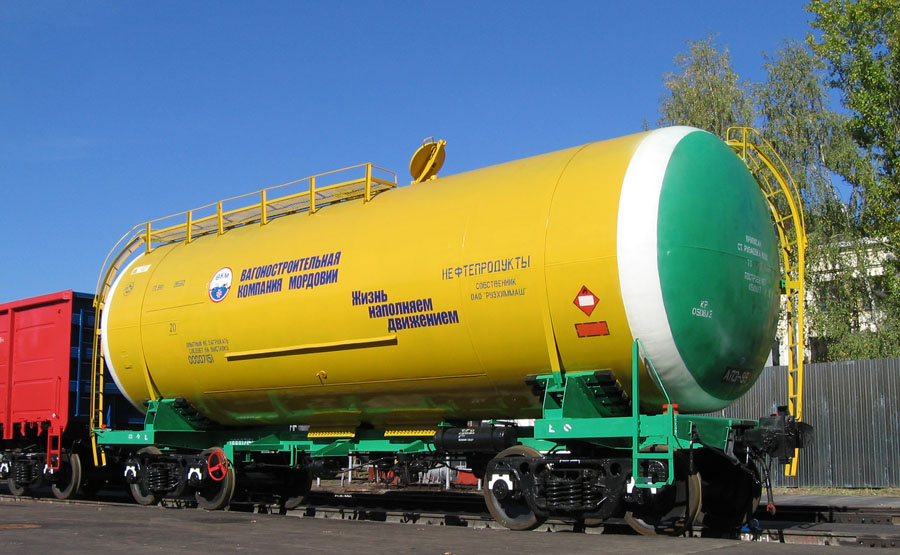
Kesselwagen

Ein Tank ist ein Behälter zur Bevorratung bzw. Lagerung oder Transport von Flüssigkeiten oder Gasen und kann fast beliebige Dimensionen annehmen. Es gibt zahlreiche spezielle Tankformen, beispielsweise Kraftstofftank, Abwurftank und Membrantank.

## Tankformen
Meistens hat ein Tank die Form eines Quaders oder Zylinders mit oder ohne Segmente. Man unterscheidet grob zwischen Festdach-, Schwimmdach- und Schwimmdeckentank, Bassin und geschlossenem Behälter. Ein Bassin ist ein nach oben offener Tank. Ein geschlossener Behälter kann auch bei Über- und Unterdruck benutzt werden. Bei einem zulässigen Überdruck von mehr als 0,5 bar greift in Europa die Druckgeräterichtlinie 2014/68/EU, die die grundlegenden Sicherheitsanforderungen für das Inverkehrbringen enthält.
Für Transportzwecke konstruierte Tanks unterliegen weiteren Anforderungen. Sie sind z. B. mit zusätzlichen Einbauten (Schwallblechen) versehen.

### Festdachtank
Beim Festdachtank ist der Mantel zylindrisch und mit dem runden Dach fest verbunden. Beim Befüllen wird die mit Lagergut gesättigte bzw. teilgesättigte Gasphase verdrängt, beim Entleeren wird Gas/Luft angesaugt. Durch tageszeitabhängige Temperatur- und Druckänderungen in der Umgebung wird Lagergut an die Atmosphäre abgegeben (Tankatmung). In speziellen Konstruktionen kann sogar LNG (flüssiges Erdgas, −165 °C) eingelagert werden.

### Schwimmdachtank
Beim Schwimmdachtank schwimmt das Dach, welches mit Schwimmkammern (Pontons) versehen ist, auf der Flüssigkeit, so dass sich über der Flüssigkeit keine gesättigte bzw. teilgesättigte Gasphase befindet. Das Dach hebt sich beim Befüllen bzw. senkt sich beim Entleeren. Dies hat den Vorteil, dass kein Raum existiert, in dem sich z. B. eine explosive Atmosphäre bilden kann. Darüber hinaus sind Schwimmdachtanks im Vergleich zu Festdachtanks vom Emissionsverhalten her günstiger, da Tankatmung nicht stattfinden kann und nur bei der Entleerung an der Tankwand verbleibender Lagergutrest in die Atmosphäre gelangen kann. Schwimmdachtanks werden hauptsächlich bei Produkten mit hohen Dampfdrücken, wie z. B. Ottokraftstoffen oder Rohöl, verwendet.

### Festdachtank mit Schwimmdecke
Ein Festdachtank mit Schwimmdecke ist von den Eigenschaften her dem Schwimmdachtank vergleichbar, verfügt darüber hinaus jedoch über ein Festdach. Die Existenz von Festdachtanks mit Schwimmdecke hat häufig darin ihre Begründung, dass in bestehenden Schwimmdachtanks zur Emissionsminderung nachträglich ein Festdach eingebaut wird, das Schwimmdach aber weiterhin bestehen bleibt. Festdachtanks mit Schwimmdecke sind in ihrem Emissionsverhalten Schwimmdachtanks sehr ähnlich.
Festdachtanks mit Schwimmdecke können auch dazu dienen TA-Luft-Anforderungen einzuhalten, indem der in den Zwischenraum zwischen Schwimm- und Festdach gelangte TA-Luft-relevante Stoff einer Gasverarbeitung zugeführt wird.

### Druckbehälter
Zur Lagerung von Flüssiggasen wie Propan/Propen, Butan/Butene, aber auch für DME und Pentane werden kugelförmige Druckbehälter (siehe 1. Bild oben) bzw. erdgedeckte Stahlzylinder verwendet. Durch den hohen Eigendampfdruck liegt das Produkt vorwiegend in flüssiger Form vor. Durch eine starke Isolation sowie permanentes Kühlen kann sogar Ethen flüssig in Kugeln gelagert werden.

### Flexible Tanks
Flexible Tanks haben Füllvolumina bis zu 1.000 m³. Sie sind transportabel, relativ leicht und überall einsetzbar. Falttanks sind sogar zusammenlegbar. Situationen für flexible Tanks sind spontane Umweltprobleme mit Flüssigkeiten oder Gasen, vorübergehende Lagernotwendigkeiten, unwegsames Gelände, fehlende Infrastrukturen, flexibler Transport.

## Verwendung, Werkstoffe und Ausführung
Tanks werden für einfache Stoffe wie etwa Wasser benötigt, für giftige Stoffe, Säuren und Laugen und für brennbare Flüssigkeiten wie Kraftstoffe und Öle aller Art sowie für Flüssiggase wie Propan und Butan. Außerdem setzt die Industrie Tanks für Chemikalien jeglicher Art ein (Rohstoffe, Zwischen- und Endprodukte).
Einfache Tanks werden aus Kunststoff, Fiberglas, Stahl oder Edelstahl hergestellt, sie werden einwandig oder doppelwandig ausgeführt. Zur  Abdeckung von Anforderungen des Inhaltsstoffes (z. B. Korrosionsbeständigkeit) werden auch andere Metalle sowie spezielle Auskleidungen und Beschichtungen verwendet. Als Großpackmittel gibt es transportable Tanks in geeigneten Konstruktionen. Weitere Anforderungen können Isolation, Beheizung oder Kühlung sein. Es gibt standortgefertigte Tanks, die in ihrer Größe dem Lagerraum angepasst sind, und vorgefertigte Batterietanks, die je nach Bedarf aneinandergereiht werden können.

## Sicherheitsvorkehrungen

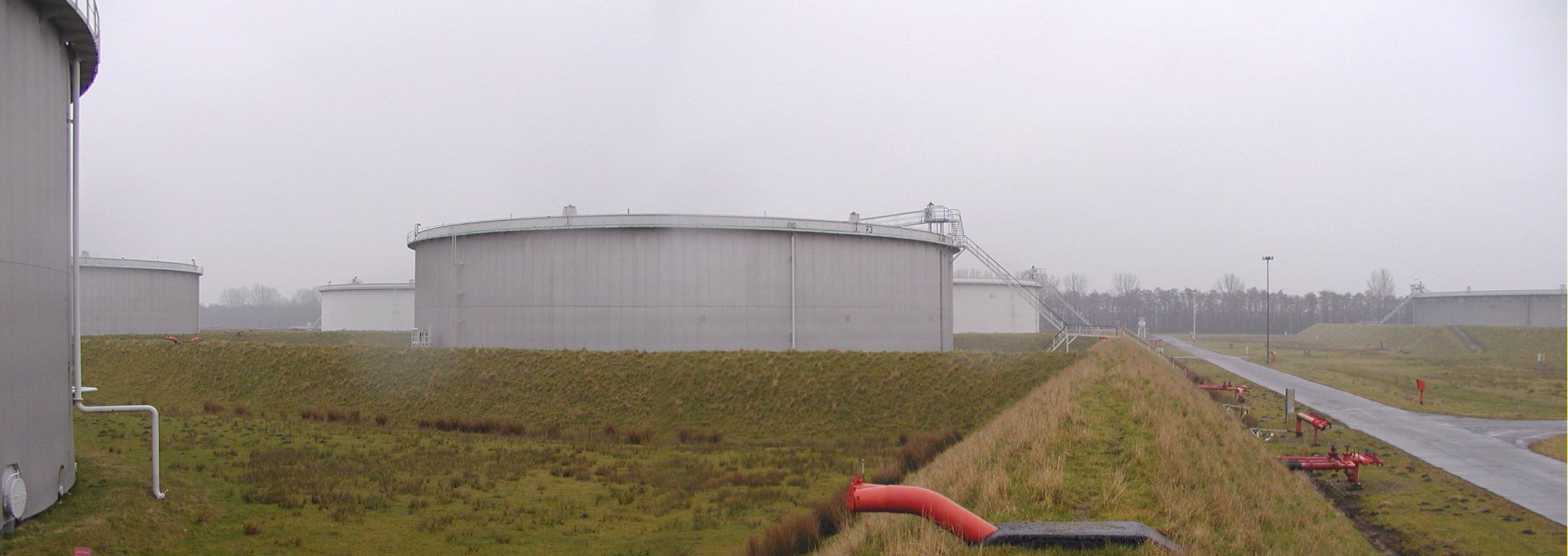
In einem Pipeline-Tanklager ist jeder Tank von einem Deich umgeben, der den gesamten Tankinhalt zurückhalten kann

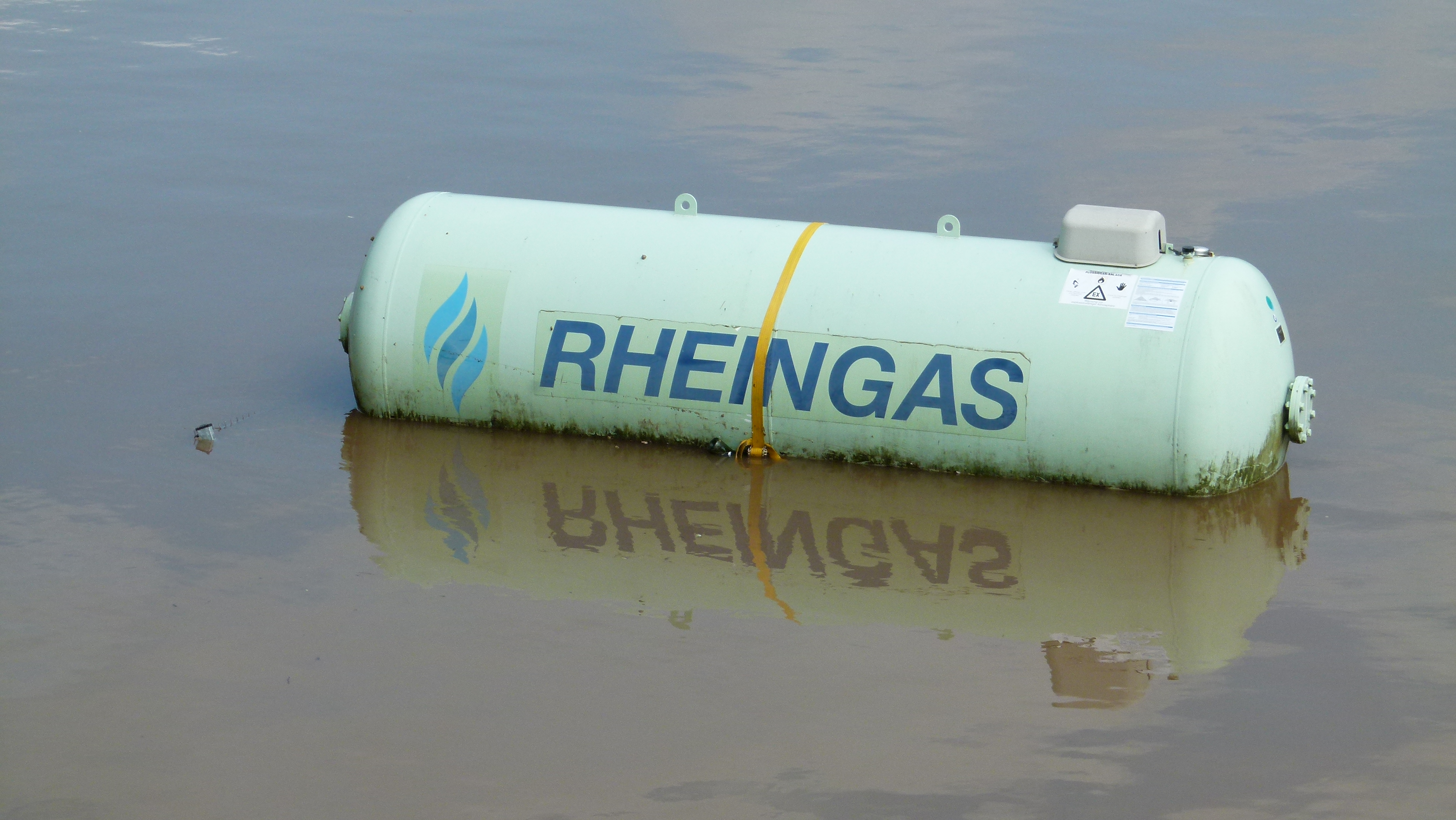
Tanks müssen in Überflutungsgebieten gegen das Aufschwimmen gesichert sein

Je nach Art der zu lagernden Flüssigkeit sind zahlreiche Lagervorschriften und sicherheitstechnische Aspekte zu beachten.
An die unterirdische Lagerung werden besondere Anforderungen hinsichtlich der Haltbarkeit und der Lecküberwachung des Tanks gestellt. Die oberirdische Lagerung ermöglicht eine Sichtkontrolle des Tanks und muss anstelle einer Lecküberwachung ein sicheres Auffangen des gesamten Tankinhalts für den Fall des Auslaufens gewährleisten, was durch eine sogenannte Wanne, die in der Lage sein muss, das auslaufende Flüssigkeitsvolumen vollständig aufzunehmen, gewährleistet wird. Bei großen Tanks wird diese Wanne zu einer regelrechten Eindeichung.

### Lecküberwachungssysteme

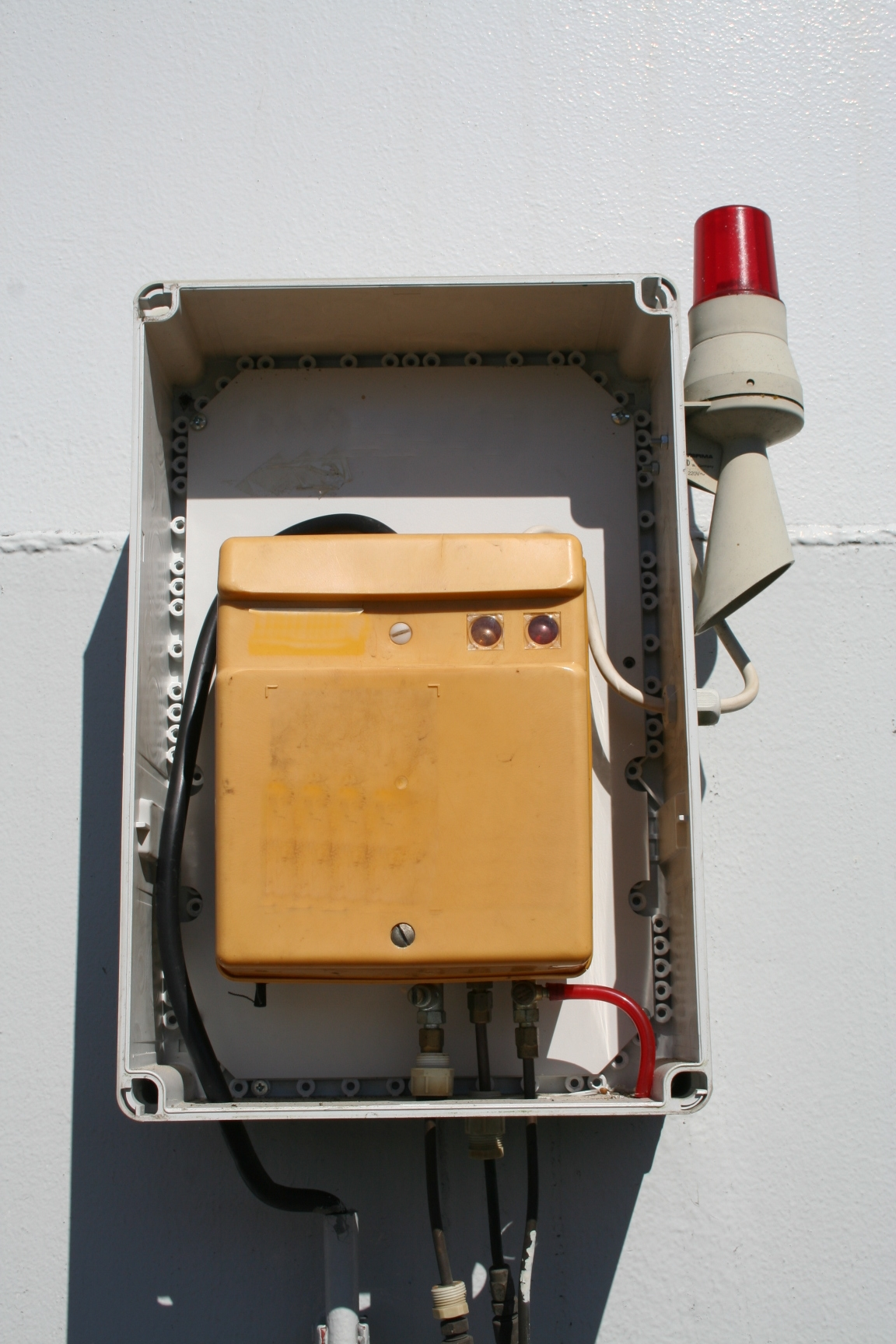
Leckanzeigegerät mit Alarmlampe an einem Öltank

Die Lecküberwachung bei unterirdischen Lagerbehältern wird durch Leckanzeigegeräte gewährleistet, die einen Kontrollraum zwischen innerer und äußerer Tankwandung überwachen. Als Überwachungsmedium kann eine Leckflüssigkeit (Pegelüberwachung) oder auch ein vom Leckanzeigegerät erzeugtes Vakuum eingesetzt werden. Wird eine Leckage detektiert, erzeugt das Leckanzeigegerät einen optischen und akustischen Alarm. Wahlweise können auch oberirdische, kellergeschweißte Lagerbehälter nach DIN 6625 mit einem Vakuum-Leckschutzsystem ausgerüstet werden, in diesem Falle kann der flüssigkeitsdichte Auffangraum entfallen.

### Sicherung gegen Überfüllung
Ein einstellbarer Grenzwertgeber oder eine Überfüllsicherung unterbricht die Flüssigkeitszufuhr, wenn der Tank bis zur maximal zulässigen Höhe befüllt ist.
Ferner muss sichergestellt werden, dass beim Befüllen oder durch Erwärmung keine unzulässig hohen Überdrücke bzw. beim Entleeren oder durch Abkühlung Unterdrücke auftreten können, die den Tank beschädigen.

## Ausrüstung

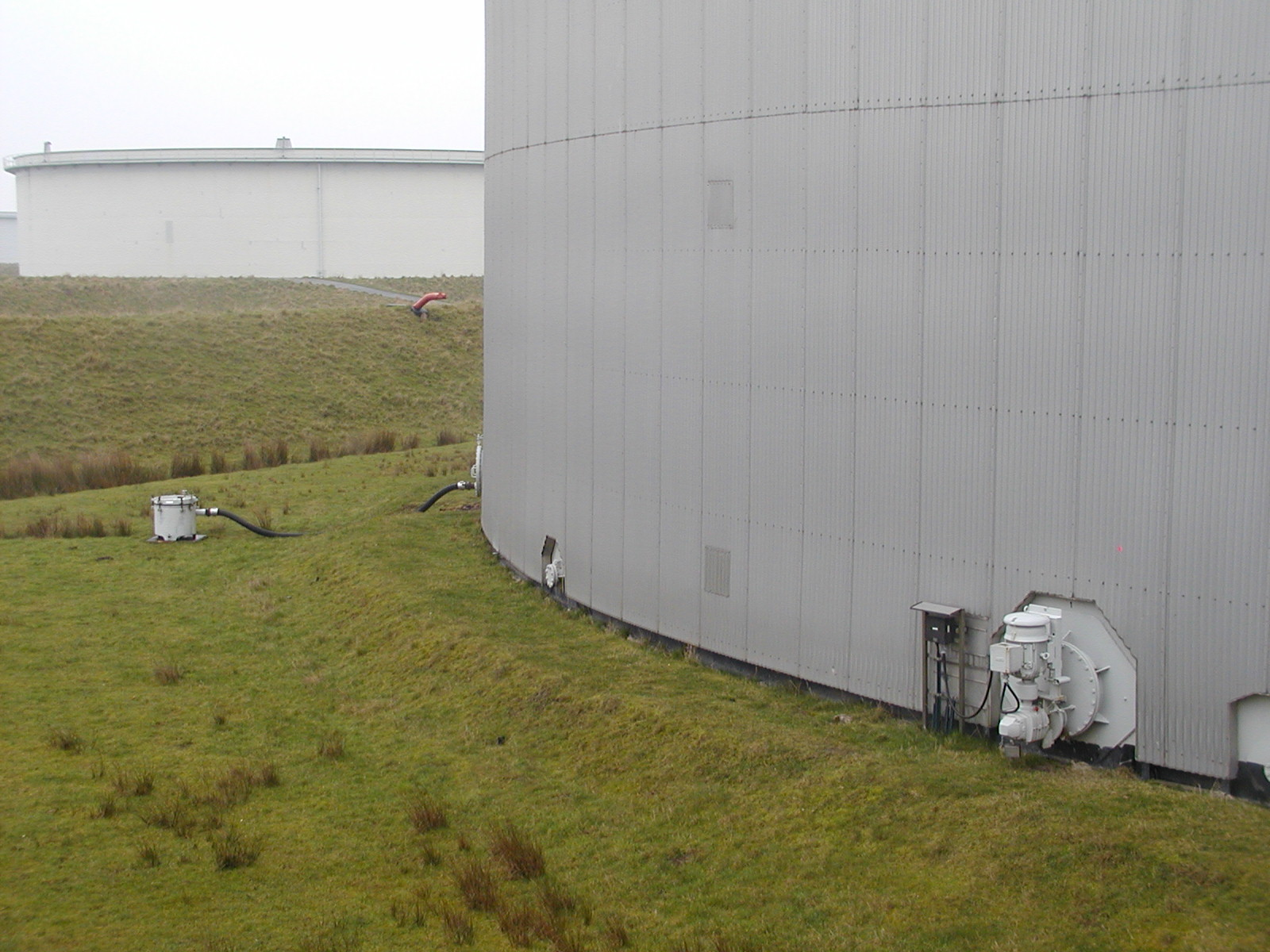
Rühraggregat am Boden eines Rohöltanks

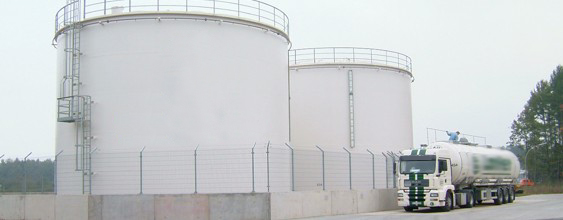
Tanklager mit Verladestation für Straßentankwagen

Damit die Tanks befüllt werden können, müssen sie eine Entlüftungsleitung haben, durch welche die beim Füllvorgang verdrängte Luft entweichen kann. Umgekehrt muss beim Entleeren Luft nachströmen, damit kein unzulässiger Unterdruck auftreten kann. Gegebenenfalls kann es erforderlich werden, den Tank beim Entleeren mit einem Inertgas zu belüften, wenn einströmende Luft zu einer Beeinträchtigung des Füllgutes führt. Um Emissionen zu verringern, werden Tanks häufig an ein Gaspendelsystem oder eine VRU (VAPOUR RECOVERY UNIT) angeschlossen.
Manche Tanks sind mit Rührern an ihrem Boden ausgerüstet, vor allem bei Rohöl. Zum einen soll es dadurch flüssiger gehalten werden, zum anderen durchmischt werden, wenn zwei verschiedene Ölsorten in diesen Tank eingeleitet wurden. Ohne Mischen würde sich die schwerere Ölsorte unten, die leichtere oben im Tank sammeln (Entmischung, Gemischtrennung).
Hydraulisch betriebene Rührer mit Leitstrahldüse (Crude Oil Mixing System), an der Schwimmdecke montiert, können abgelagerten Schlamm für Reinigungszwecke aufrühren, somit verringert sich die zu entsorgende Menge, die bei einer regulären Großtankreinigung manuell ausgebracht würde. (Rohöltankreinigung)

## Ölschlamm
Trotz der hohen Qualität von Markenheizölen kann nicht verhindert werden, dass sich nach einer gewissen Zeit auf dem Tankboden durch Sedimentation aus Paraffinen, Rost und Sand (anorganische Bestandteile der Rohöle) schädliche Ablagerungen bilden. Diese Ablagerung, der sogenannte „Gatsch“, enthält neben den oben beschriebenen Bestandteilen auch Komponenten aus dem Rohöl, darunter Anteile an Benzol und anderen leichtflüchtigen Kohlenwasserstoffen. Bei Stahltanks kann das zur Durchrostung führen. Angesaugter Ölschlamm kann Störungen (zugesetzter Ölfilter) der Feuerungsanlage verursachen.

## Sachverständigenprüfung
Aufgrund wasserrechtlicher Bestimmungen (§ 62 Wasserhaushaltsgesetz, der Verordnung über Anlagen zum Umgang mit wassergefährdenden Stoffen (AwSV) sowie Anlagenverordnungen der Länder) müssen ortsfeste Tankanlagen für wassergefährdende Stoffe in Deutschland ab einer bestimmten Größe regelmäßig von einer Sachverständigenorganisation auf ihren Zustand überprüft werden. Dies gilt sowohl für den gewerblichen als auch den privaten Bereich. Nicht doppelwandige unterirdische Tanks müssen dazu entleert und komplett gereinigt werden.